# Il ragno nella stanza
Il ragno nella stanza è il primo album solista del cantautore Fabrizio Zanotti, realizzato nel 2007.

## Tracce
1. Controvento
2. La mia divisa (tic tac)
3. Il ragno nella stanza
4. Barbara e il sesso
5. Fumo (macchine feroci)
6. A Mostar
7. Facce di fango
8. Piove sole
9. Matrioska
10. A piene mani
11. Sarò libero

Testi e musiche di Fabrizio Zanotti

## Musicisti
- Fabrizio Zanotti: voce, chitarra acustica, chitarra elettrica e armonica a bocca
- Guido Marchegiano: basso elettrico, chitarra elettrica, percussioni e cori
- Elvin Betti: batteria
- Marina Martianova: violino e parlato in russo nel brano "Matrioska"
- Ferdinando Despaigne "Chiquitico": percussioni
- Enrico Caruso: pianoforte e tastiere

### Altri musicisti
- Lorena Borsetti: violoncello nel brano "Sarò libero"
- Maurizio Brunod: chitarra elettrica nel brano "La mia divisa"
- Marco Foresta: programmazione elettronica di "Fumo"